# Delavan (Minnesota)
Pour les articles homonymes, voir Delavan.
La ville de Delavan est située dans le comté de Faribault, dans l’État du Minnesota, aux États-Unis. Sa population s’élevait à 179 habitants lors du recensement de 2010, estimée à 167 habitants en 2018.